# Furth (Gemeinde Böheimkirchen)
Furth (auch Furth bei Außerkasten) ist eine Ortschaft und Katastralgemeinde in der Marktgemeinde Böheimkirchen, Niederösterreich.

## Geografie
Das Dorf Furth befindet sich fünf Kilometer südlich von Böheimkirchen, südlich der West Autobahn und ist über die Landesstraße L110 erreichbar, von der in Furth die L132 abzweigt. Am 1. Jänner 2024 zählte Furth 184 Einwohner.

## Geschichte
Im Franziszeischen Kataster von 1821 ist Furth als Haufendorf mit einigen Gehöften verzeichnet. Am durch den Ort fließenden Michelbach befand sich früher eine Hammerschmiede. Laut Adressbuch von Österreich waren im Jahr 1938 in Furth ein Baumeister, zwei Gastwirte, zwei Holzhändler, ein Maschinenhändler, eine Mühle samt Sägewerk, ein Schmied, ein Tischler und einige Landwirte ansässig.